# Cantonul Rocheservière
Cantonul Rocheservière este un canton din arondismentul La Roche-sur-Yon, departamentul Vendée, regiunea Pays de la Loire, Franța.

## Comune
- L'Herbergement
- Mormaison
- Rocheservière (reședință)
- Saint-André-Treize-Voies
- Saint-Philbert-de-Bouaine
- Saint-Sulpice-le-Verdon